# Martha Strele
Martha Strele (* 11. März 1889 in Brixen; † 18. April 1984 in Innsbruck) war eine österreichische Malerin.

## Leben
Martha Strele war eine Tochter des Forstwissenschaftlers Georg Strele (1861–1950), der zur Zeit ihrer Geburt in Brixen arbeitete. Bedingt durch seine Versetzung auf andere Stellen zog die Familie 1894 nach Linz und 1904 nach Innsbruck. Martha Strele besuchte das Mädchenlyzeum in Linz, die Höhere Töchterschule in Innsbruck und erlangte 1907 die Matura in Graz. Ihre künstlerische Ausbildung begann sie an der Staatsgewerbeschule Innsbruck, wo sie dekoratives Zeichnen erlernte, und setzte diese dann drei Jahre lang als Privatschülerin von Hugo Grimm fort. Auf den Rat des Malers Franz Defregger hin studierte sie 1911/1912 an der Münchner Damenakademie bei Max Feldbauer. Nachdem ihre Mutter kurz nach dem Ersten Weltkrieg gestorben war, lebte Martha Strele zusammen mit ihrem Vater und ihrer Schwester Luise in einer Wohnung in der Innsbrucker Templstraße. Deren Wohnzimmer diente ihr zeitlebens als Behelfsatelier.
1911 debütierte Strele mit einer Reihe von Landschaften und Porträts bei einer gemeinsamen Ausstellung mit Hugo Grimm im Rundsaal des Ferdinandeums, wo sie später weitere Einzelausstellungen hatte. Sie beschickte unter anderem auch Expositionen im Künstlerhaus Wien und Künstlerhaus Salzburg. Mehrfach stellte sie in Innsbruck mit der konservativen Künstlervereinigung „Heimat“ aus, einer Abspaltung des Tiroler Künstlerbundes, dessen Mitglied sie 1926 wurde. Bei der Landeskunstausstellung 1936 erhielt sie ein Anerkennungsdiplom der Tiroler Landesregierung. In der Zeit des Nationalsozialismus nahm sie unter anderem an den Gau-Kunstausstellungen in Innsbruck teil. Noch bis in die 1970er Jahre stellte sie ihre Werke aus. Sie gehörte zu den wenigen Künstlerinnen, die ihren Lebensunterhalt mit der Malerei bestreiten konnten, wohl vor allem bedingt durch zahlreiche Porträtaufträge.

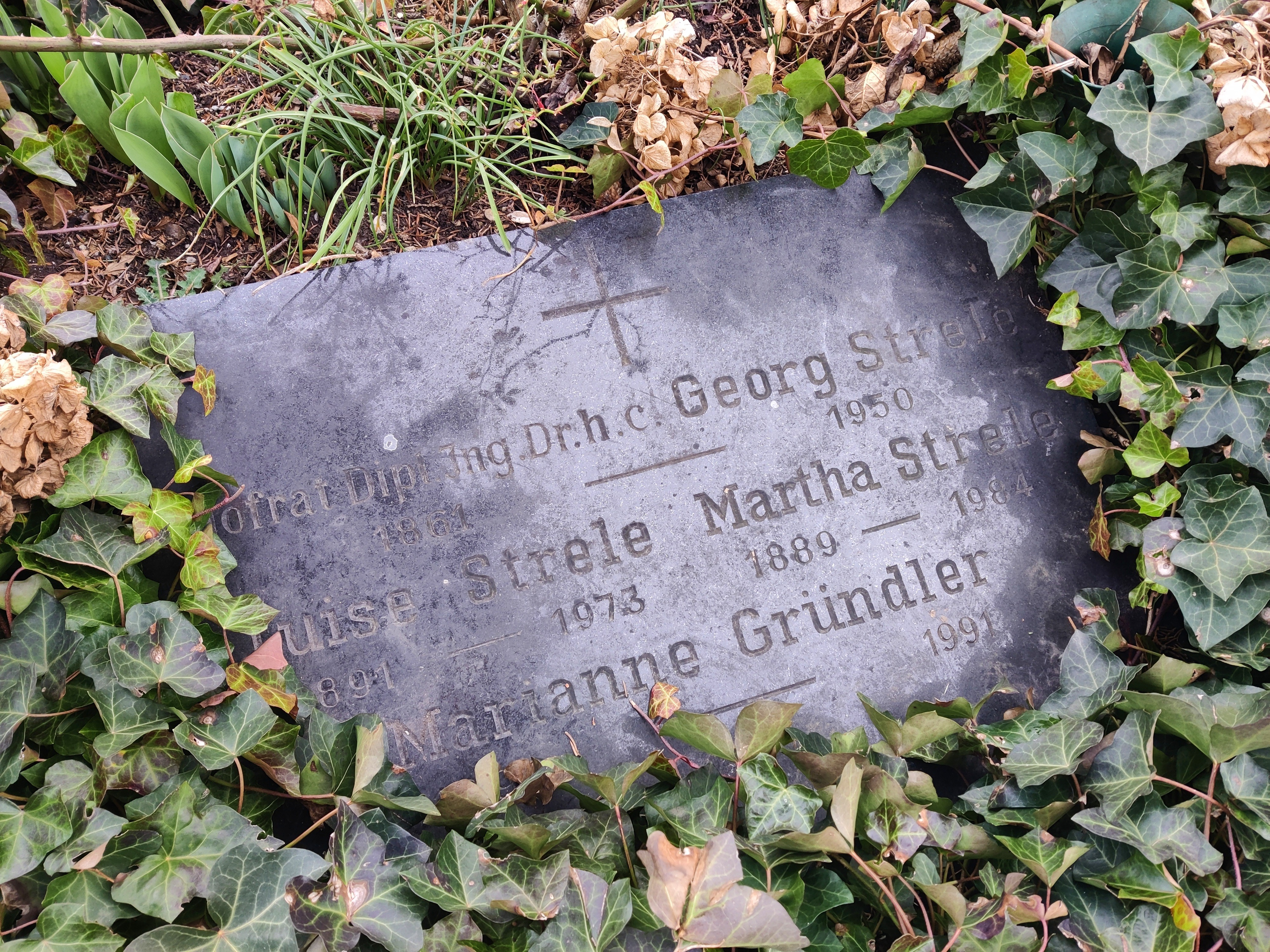
Familiengrab Strele auf dem Westfriedhof Innsbruck

Martha Strele starb im Alter von 95 Jahren in Innsbruck. Sie wurde auf dem dortigen Westfriedhof begraben.

## Werk
Martha Strele schuf Landschaften, Stillleben und Porträts, insbesondere Kinderbildnisse. Sie malte in Öl, Pastell und Aquarell und erstellte Bleistiftstudien. Zu ihrem Gesamtwerk gehören auch Exlibris, Buchentwürfe und Illustrationen. Das Tiroler Landesmuseum (Ferdinandeum) erwarb mehrfach Werke von Martha Strele.
Zeitgenössische Kunsthistoriker thematisierten häufig den beträchtlichen Einfluss ihres Lehrers Hugo Grimm auf Streles Malstil. In seiner wohlwollenden Rezension der gemeinsamen Ausstellung der beiden Künstler 1911 lobte Heinrich Hammer Streles Landschaftsbilder und Porträts und stellte fest: „In diesen Bildern kommt die Schülerin dem Lehrer sicher ganz nah, und entbehrt doch auch nicht einer gewissen eigenen Note.“ Vielleicht seien ihre Arbeiten freundlicher, heller und kühler als die Grimms, meint Hammer, nennt aber auch Gegenbeispiele.
Der deutsche Kunsthistoriker Oskar Doering veröffentlichte 1923 in der Zeitschrift Die christliche Kunst einen durchgehend positiven Aufsatz über Martha Strele. Er attestierte ihr die „sichere Beherrschung der äußeren technischen Mittel“ und „zeichnerische Gewissenhaftigkeit“, ihren Arbeiten klare Linien und mitunter dekorativ wirkende, jedoch nicht einseitig angestrebte Flächigkeit. All ihre Landschaften wiesen die „Strelesche Feinheit der Licht- und Schattenverteilung“ auf. Strele erkenne „das Kennzeichnende, Dauernde, Bedeutende, das Persönliche, das im individuellen wie im allgemeinen Sinne Schöne“, halte es dann „mit großzügiger Einfachheit“ fest und steigere es „in seiner äußeren und inneren Wirkung durch die Kunst der Stilisierung, der Komposition“. Den Einfluss von Grimm sah auch Doering, dieser trete aber „neuerdings in den Hintergrund“.
Otto Lutterotti betonte 1936 in einer Ausstellungsrezension über Strele, dass das Hauptgebiet ihres Schaffens zwar das Kinderporträt, sie deshalb aber keine einseitige „Spezialistin“ sei. Er lobte ihre Landschaftsmalerei: „Wir haben des öfteren auf diese Seite ihrer Kunst hingewiesen, auf die Stärke ihrer Einfühlung in den Geist einer Landschaft, auf ihren Willen zur Steigerung des Geschauten im Bilde, auf ihre Fähigkeit, ein seelisches Erlebnis von sich abzulösen, im Bilde zu bannen und auf den Beschauer zu übertragen.“ Anhand ihres Werkes Der Berg urteilte er, sie gehe nicht „auf den ausgetretenen Pfaden des Impressionismus“, sondern übersetze „das Motiv in eine klare Sprache großer Linien“. Damit stelle sie sich unbewusst in die Gruppe deutscher Landschaftsmaler, die sich selbst treu geblieben seien und nun erst Würdigung erführen, wie Hubert Haider oder Werner Peiner.
Werke (Auswahl)
- Bildnis des Generals Viktor Weber von Webenau, Heeresmuseum Budapest[9]
- Landschaft mit Zirbe, Tiroler Landesmuseum[9]
- Dekoratives Zeichnen, Freie Pinselübungen, 1907, Aquarell, 481 × 548 mm, Tiroler Landesmuseum (Erwerb 1982)[10]
- Dekoratives Zeichnen, Naturstudie, 1908, Aquarell, Tiroler Landesmuseum (Erwerb 1982)
- Porträt Grete Auch (?), 1913, Bleistift, 298 × 222 mm, Tiroler Landesmuseum (Erwerb 1982)
- Alte Bäuerin, 1913
- Schlafende Frau, um 1915, Bleistift, 173 × 220 mm, Tiroler Landesmuseum (Erwerb 1982)
- Im Park, 1920, Bleistift, 390 × 285 mm, Tiroler Landesmuseum  (Erwerb 1982)
- Porträt einer Frau, 1921, Signatur rechts oben „M. Strele 1921“, Tiroler Landesmuseum  (Erwerb 2022)[11]
- Birkenhain, Vorfrühling, Öl, und Brandjoch, Pastell, 1923 veröffentlicht in Die christliche Kunst[7]
- Landschaft am Brenner, 1924
- Südtiroler Landschaft und Winden, Öl, 1927 Ausstellung Tiroler Künstler[12]
- Wildmoos, Jochkirchlein, Wörthersee, Dolomit und Professor Josef Pöll, 1932 Ausstellung Ferdinandeum[13]
- Mariä Heimsuchung, 1929, Hochaltargemälde für Kirche in Hochkrumbach
- Hl. Therese, 1930, Altargemälde für Stiftskirche Wilten[9]
- Maiensonne, 1930 veröffentlicht[14]
- Habicht, Pastell, 1934 Ausstellung Tarishof Innsbruck[15]
- Der Berg (Motiv aus Loser), 1936 Landeskunstausstellung Tirol und Ferdinandeum[8]
- Frühlingsgewitter im Karwendel, 1938 Ausstellung Kunsthalle Mannheim, Öl[16]
- Föhnhimmel, 1941 2. Gau-Kunstausstellung Innsbruck[17]
- Magnolien, 1942 3. Gau-Kunstausstellung Innsbruck[18]

## Ausstellungen (Auswahl)
- 1911 (mit Hugo Grimm),  1913 (mit Grimm und Albert Plattner)[19] sowie 1917,[20] 1921, 1932,[13] 1936[21] (Einzelausstellungen): Rundsaal des Tiroler Landesmuseums Ferdinandeum
- 1914, 1924, 1925: Künstlervereinigung „Heimat“, Innsbruck[3]
- 1914: Künstlerhaus Salzburg
- 1917: Kriegs- und Kunstausstellung Kufstein
- 1918: Oberösterreichischer Kunstverein, Linz
- 1920: „Der Ring“, Linz
- 1921, 1922: Wiener Künstlerhaus[3]
- 1923, 1924: Arbeitsgemeinschaft bildender Künstler Innsbruck
- 1924: Kunst- und Kunstgewerbeausstellung Innsbruck
- 1927: Tiroler Künstler, Wiener Secession[12]
- 1933: Zwanzig Jahre Tiroler Kunst, Jubiläumsausstellung der „Heimat“,  „Waage“ und „Tyrol“, Innsbruck[22]
- 1936: Landeskunstausstellung Tirol
- 1938: Ausstellung des Hilfswerks für deutsche bildende Kunst, Kunsthalle Mannheim[16]
- 1939: Jahresausstellung des Bundes bildender Künstler Tirols, Tarishof Innsbruck[23]
- 1941: Vereinigung bildender Künstlerinnen der Reichsgaue der Ostmark, Zedlitzhalle Wien[24]
- 1941, 1942: Gau-Kunstausstellung, Alte Universitätsbibliothek Innsbruck[17][18]
- 1948: Landesgruppe Tirol der Berufsvereinigung der bildenden Künstler Österreichs, Unterberger Innsbruck[25]
- 1950: Verein heimischer Künstler Klosterneuburgs, Marmorsaal Chorherrenstift[26]